# 242-й окремий батальйон територіальної оборони (Україна)
242-й окремий батальйон територіальної оборони (242 ОбТро) — військова частина, що належить до Сил територіальної оборони Збройних Сил України.

## Історія
У 2022 році сформувався 242-й батальйон. Дорогою ціною вчора ще цивільні люди отримали бойовий досвід та перетворилися на згуртований та змотивований бойовий підрозділ.
Батальйон брав участь в обороні Київщини, зокрема в Ірпені, Гостомелі та Пущі-Водиці. У подальшому батальйон виконував бойові завдання в районі Бахмута, звільняв від російських окупантів Харківщину та збивав повітряні цілі на підступах до столиці.

## Відомі персони у складі батальйону
- ПРИМАЧЕНКО Володимир Васильович — позивний Хєрсон. Пройшов війну у Афганістані, брав активну участь у Революції Гідності, а після Майдану разом із побратимами рушив на схід України, брав участь в АТО у 2014 році. З липня 2019 року очолював Київський Відділ Мінветеранів. Від початку повномасштабного наступу РФ знову став на захист України. Загинув на Донеччині відбиваючи прорив ворога на позиціях. Отримав звання Герой України з удостоєнням ордена «Золота Зірка» (посмертно).
- ОЛІЙНИК Ярослав Олексійович — Солдат, позивний Ярік, загинув 5 червня 2022 року на Донеччині в районі села Миронівка, захищаючи Батьківщину та всіх українців від ворога. Не побоявшись нічого, відважний стрілець кинувся рятувати життя товариша від пулі ворожого снайпера. Й був смертельно застрелений, куля пробила паспорт Громадянина України. Отримав звання Герой України з удостоєнням ордена «Золота Зірка» (посмертно).

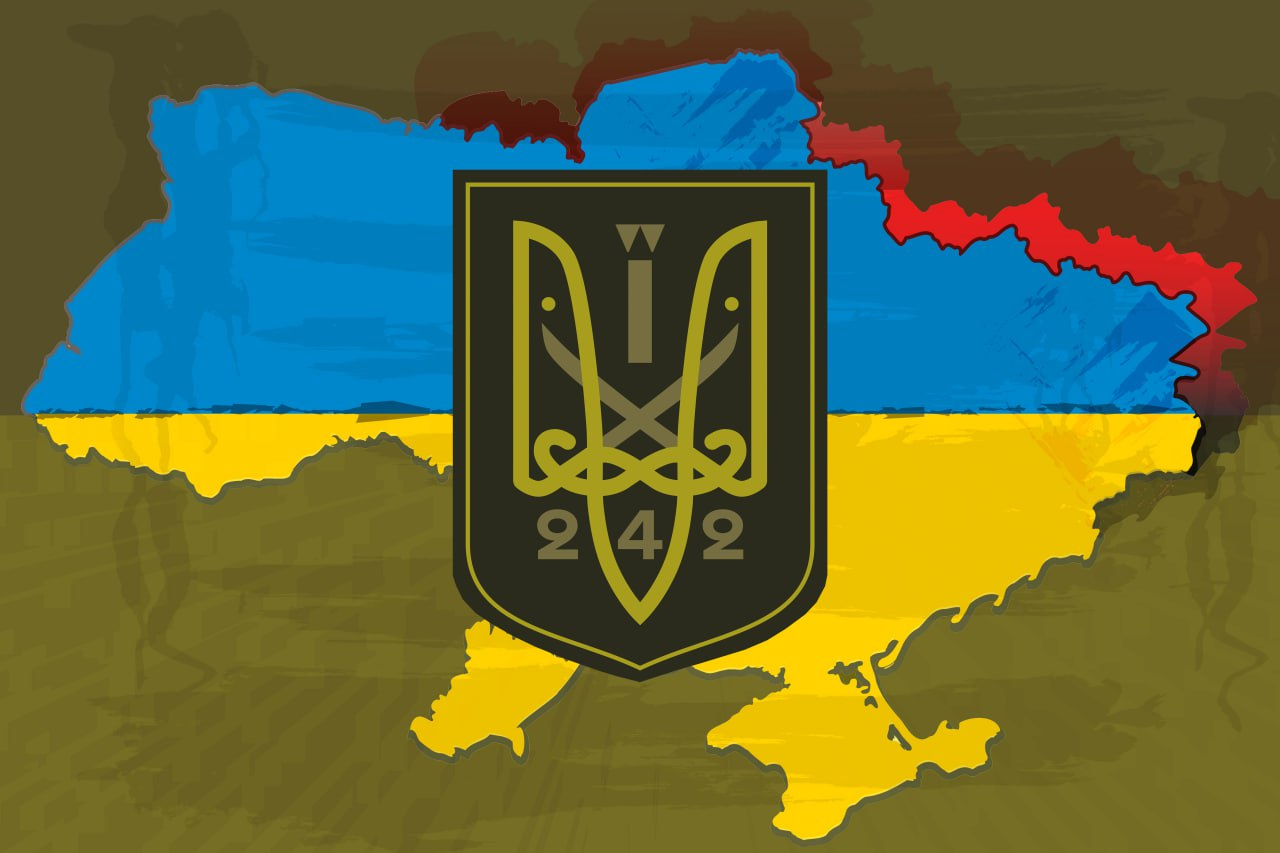
Прапор батальйону
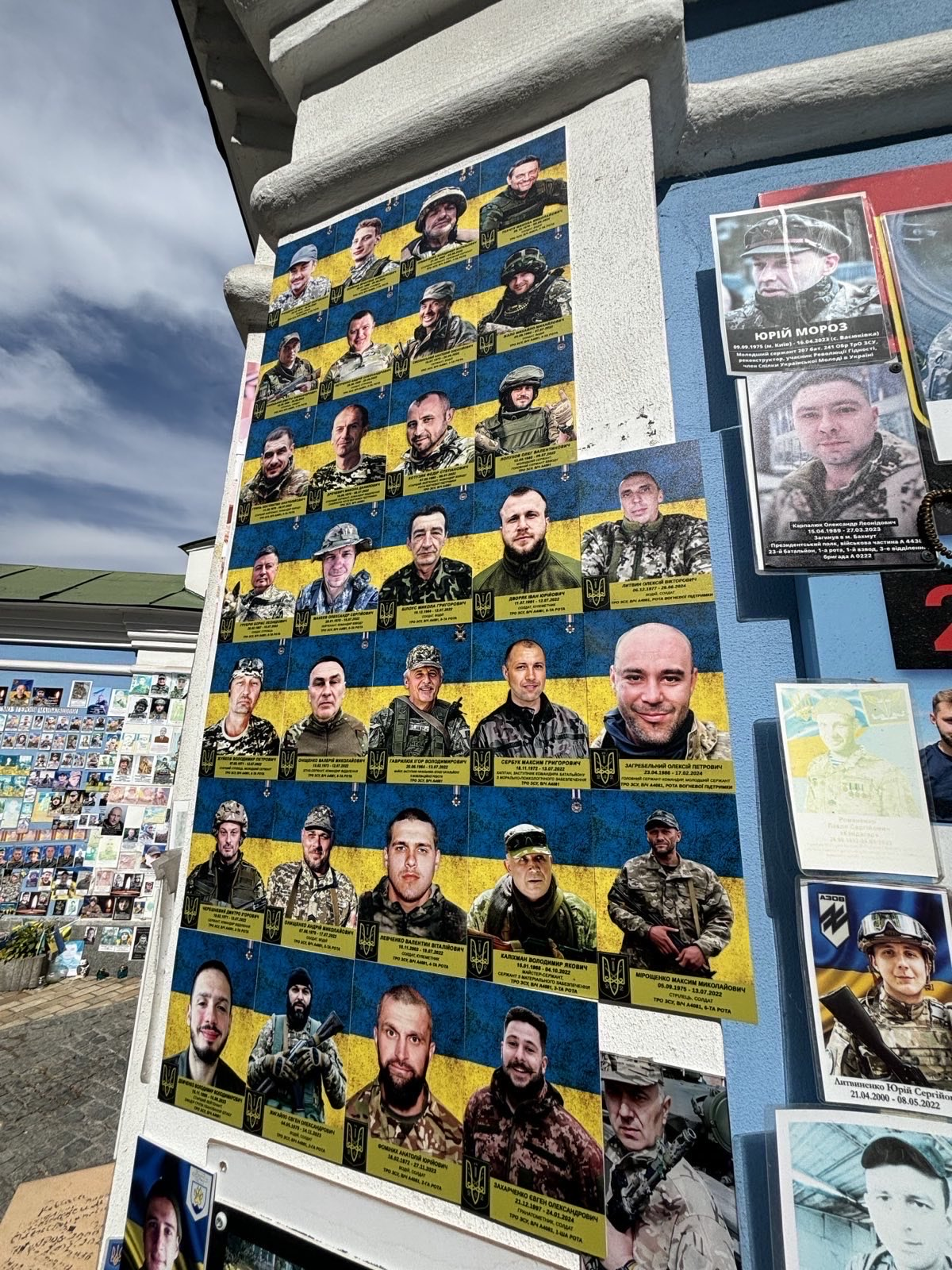
Стіна Пам'яті на Михайлівському соборі
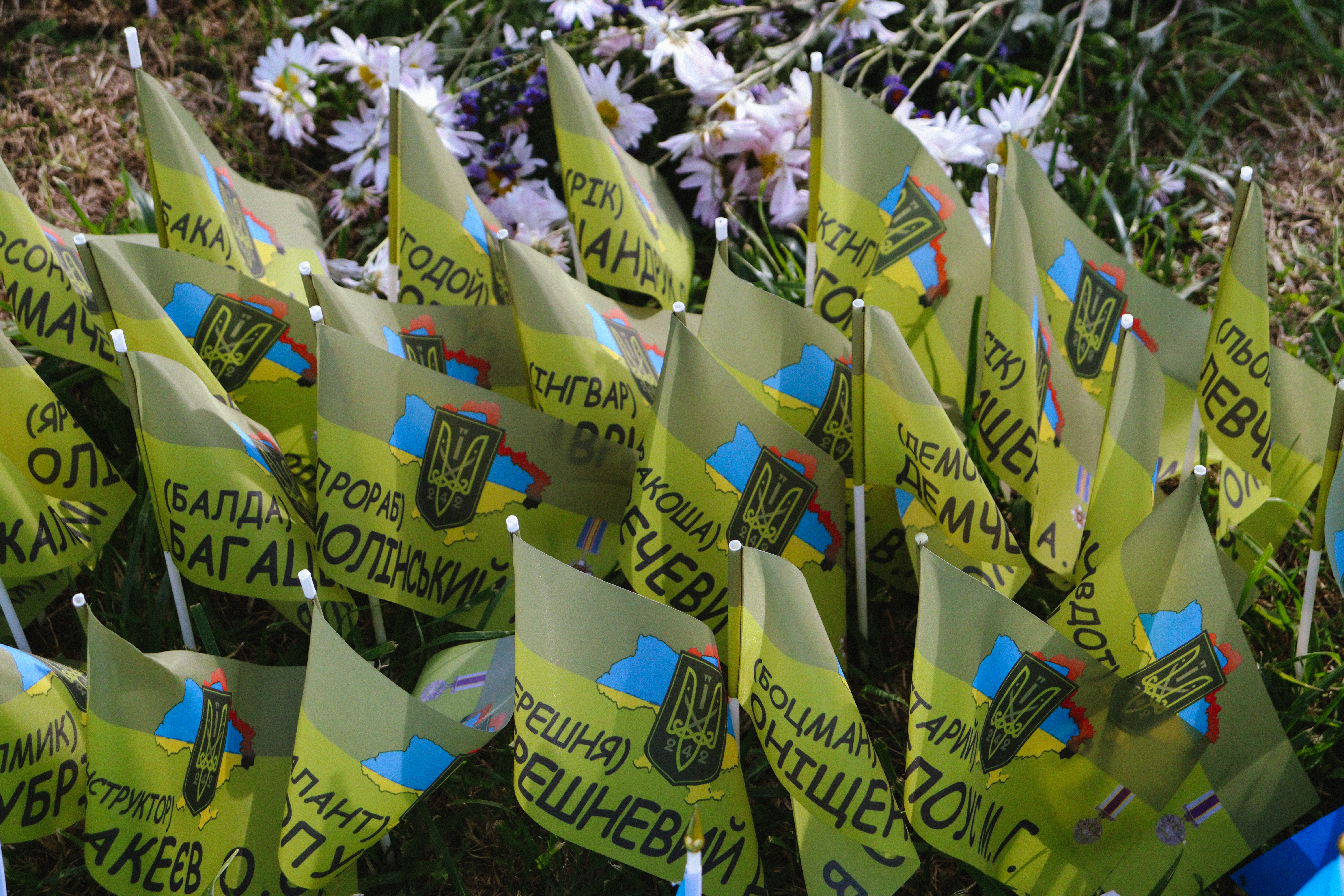
Прапорці в пам'ять бійцям на Майдані
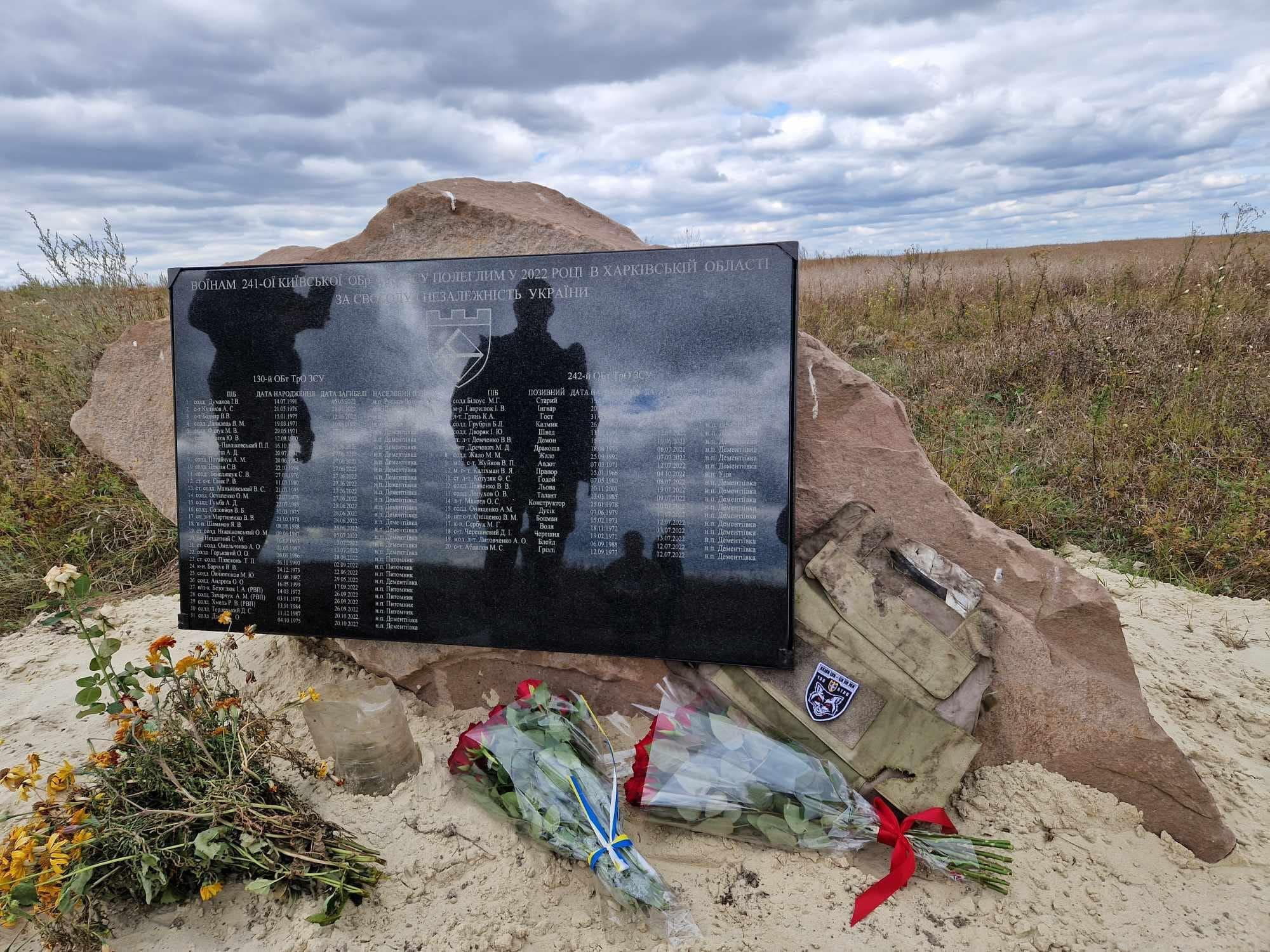
Пам'ятник загиблим воїнам в Харківській області

## Втрати батальйону за період російського вторгнення
| №  | Світлина | Прізвище, ім'я, по-батькові               | Звання                        | Про особу | Дата смерті       | Обставини смерті |
| -- | -------- | ----------------------------------------- | ----------------------------- | --- | ----------------- | --- |
|    |          |                                           |                               | |                   | |
| 1  |          | ГРОЩЕНКО Олександр Сергійович (Гроша)     | Солдат                        | 43 роки, Олександр народився і прожив усе життя у місті Київ. Закінчив Київський коледж міського господарства та Таврійський національний університет імені В. І. Вернадського. Під час Російського вторгнення в Україну Олександр з перших днів став на захист рідної країни та міста. Приєднався до лав 242-го окремого батальйону територіальної оборони 241-ї окремої бригади територіальної оборони. Був водієм. Разом із побратимами чоловік вирушав у гарячі точки фронту боронити країну від окупантів. | 30 травня 2022    | Загинув між селищем Миронівка і Воздвиженка Бахмутського району Донецької області. Близько 5-ї ранку російські окупанти почали обстрілювати позиції українських захисників із мінометів, авіації і танків. В окоп, де перебував Олександр, влучив танковий снаряд. Поховали 15.06.2022 на кладовищі м. Васильків, Київська область. Нагороджений орденом «За мужність» III ступеня (посмертно). |
| 2  |          | ОЛІЙНИК Ярослав Олексійович (Ярік)        | Солдат                        | 25 років, народився і проживав у м. Київ. Після закінчення школи вступив до Національного університету біоресурсів і природокористування. Ярослав був високим і статним парубком з рудим волоссям, захоплювався комп'ютерами та іх ремонтуванням, завжди цікавився новими технологіями. До війни працював у компанії з виготовлення ролетів та розроблював сайти. Попереду у нього було довге життя, багато радості та мрій. Але одна мрія виявилась сильніше всього — жити у вільній та незалежній Україні. І за цю мрію молодий, талановитий чоловік заплатив своїм життям. З початку відкритої збройної агресії Росії проти України Ярослав зі зброєю в руках пішов захищати родину в територіальну оборону міста Києва, а пізніше — 242-го окремого батальйону територіальної оборони 241-ї окремої бригади територіальної оборони. | 5 червня 2022     | Загинув на Донеччині в районі села Миронівка, захищаючи Батьківщину та всіх українців від ворога. В середині травня рота укріплювала позиції на Донеччині. Не побоявшись нічого, відважний стрілець, кинувся рятувати життя товариша від пулі ворожого снайпера й був смертельно застрелений, куля пробила паспорт Громадянина України.. Похован 14.06.2022 на Лук'янівському кладовищі Києва. Нагороджений орденом «За мужність» III ступеня (посмертно). Указ Президента України № 419/2023 Про присвоєння Я. Олійнику звання Герой України (посмертно) . |
| 3  |          | ПРИМАЧЕНКО Володимир Васильович (Хєрсон)  | Старший сержант               | 57 років, народився у м. Кривий Ріг Дніпропетровської область. Багато років жив у Херсоні, звідки і позивний. Брав участь у війні в Афганістані. Пізніше був учасником Революції гідності. З липня 2014 року воював у складі 2-ї штурмової (афганської) роти 24 ОШБ «Айдар». Під час вивезення поранених побратимів з-під оточеного Луганського аеропорту отримав осколкові поранення, довгий час проходив реабілітацію. З 2015 року працював у галузі захисту ветеранів. З 2019 року — начальник Відділу у м. Києві Міністерства у справах ветеранів України. Після початку Російського вторгнення в Україну знову став захист країни у складі 242-го окремого батальйону 241-ї окремої бригади територіальної оборони. | 5 червня 2022     | Загинув від пострілу ворожого танку поблизу м. Бахмута Донецької області. Похован 14.06.2022 на Лук'янівському кладовищі Києва . Присвоєння звання Герой України з удостоєння ордена «Золота зірка»(посмертно). Нагороджений орденом «За мужність» III ступеня (посмертно). |
| 4  |          | ТКАЧУК Микола Миколайович (Чума)          | Солдат                        | 52 роки, Народився та проживав у м. Київ, де і закінчив місцеву гімназію. Життя Миколи ніколи не було легким, проте він завжди гідно і мужньо приймав усі виклики. У нього було багато своїх хобі, але найбільше любив рибалку. Микола мав хист до всього, до чого тільки його рука доторкнеться. Він робив бездоганні вироби з дерева та вмів робити декорації у склі. До повномасштабного вторгнення працював у ТОВ «Фортуна». Дуже цінував свою сім'ю та намагався для них зробити все. Був волонтером до останнього, адже любив тварин ще з самого дитинства. На ранок 24 лютого він поїхав до котів за якими опікувався, насипати їм побільше корму й тримав путь до територіальної оборони, де згодом і захищав Ірпінь та Бучу. В цей період намагався опікуватись покинутими тваринами у вільний час, а після успішного відбиття ворога забрав одну кішку додому. У квітні вступив до лав 242-го окремого батальйону 241-ї окремої бригади територіальної оборони та прослужив водієм 1 відділення 2 взводу 7 стрілецької роти. | 9 червня 2022     | Загинув в ході бойового завдання на Донеччині від артилерії. Похован 06.05.2023 на Міському кладовищі Києва. |
| 5  |          | БАКОЦЬКИЙ Дмитро Олександрович (Бака)     | Солдат                        | 37 років, народився в Чернігівської області, Козелецький район, село Шуляки. Закінчив Київське професійне училище Залізничного транспорту за спеціальністю «Помічник машиніста». До війни працював в Київському метрополітені слюсаром-електриком. Восени долучився до 242-го окремого батальйону територіальної оборони 241-ї окремої бригади територіальної оборони та приступив до військових обов'язків стрільця. Під час служби зарекомендував себе дисциплінованим, виконавчим та грамотним військовослужбовцем, шанував честь та гідність товаришів по службі. | 20 червня 2022    | Загинув внаслідок вибухової травми під час військових дій в Луганській області, Попаснянський район, смт. Вовчоярівка. Поховали 26.06.2022 на кладовищі с. Мокрець Броварського району Київської області. Нагороджений орденом «За мужність» III ступеня (посмертно). |
| 6  |          | ПЕТРЕНКО Андрій Олександрович (Пастор)    | Солдат                        | 36 років, народився у місті Первомайськ на Луганщині. У дитинстві, разом з родиною, переїхав до села Літки Житомирської області. Там закінчив місцеву школу, далі навчався у Київському геологорозвідувальному технікумі. Останнім місцем роботи була служба таксі Bolt. Андрій вів здоровий спосіб життя та допомагав іншим людям позбутися шкідливих звичок. Брав активну участь у роботі реабілітаційних центрів. Був віруючою людиною, не пропускав жодного недільного богослужіння та мріяв створити родину. Коли почалася повномасштабна війна, Андрій одним з перших долучився до місцевої самооборони. Через два тижні перейшов до територіальної оборони міста Києва, звідки добровольцем вступив до лав 242-го окремого батальйону територіальної оборони 241-ї окремої бригади територіальної оборони. Служив стрільцем — помічником гранатометника військової частини. | 20 червня 2022    | Загинув через отримані під час обстрілу осколкові поранення. Поховали військовослужбовця 26.06.2022 на Дарницькому кладовищі у с. Літки на Житомирщині. Нагороджений орденом «За мужність» III ступеня (посмертно). |
| 7  |          | СМОЛІНСЬКИЙ Анатолій Олексійович (Прораб) | Сержант                       | 49 років, народився в Черкаській області, в селі Івківці. Після навчання в місцевій школі пішов в армію, служив в Національній Гвардії України. Першою роботою була професія пожежника, далі вже по переїзду до Києва разом з рідними братами почали свій бізнес в будівельній сфері. Анатолій з нуля став будівельником і фактично всьому вчився одразу на практиці, звідти і позивний Прораб. Побудував багато будинків, зробив купу ремонтів як своїм замовникам, так і близьким, тому його роботи будуть завжди нагадувати про талановитого воїна. Був справжнім чоловіком та лідером, мав прекрасне почуття гумору, і був душею компанії будь-де. З початку повномасштабного вторгнення був за межами міста, але одразу виїхав додому, щоб вивезти родину й вирішив піти в територіальну оборону. Далі вже потрапив у військо, обіцяв берегтись, бо ще було багато планів на життя. Так і став водієм 242-го окремого батальйону територіальної оборони) 241-ї окремої бригади територіальної оборони. Всі обов'язки відповідно за своєю посадою виповняв й прагнув, як і усі ми, перемоги. | 20 червня 2022    | Загинув від ворожого влучення снарядом на Луганщині в районі селища міського типу Вовчоярівка. Поховали 28.06.2022 на цвинтарі села Лісовичі, Литвинівська громада, Вишгородський район, Київська область. Нагороджений орденом «За мужність» III ступеня (посмертно). |
| 8  |          | ЖАЛО Михайло Михайлович (Жало)            | Солдат                        | 29 років, народився у м. Бориспіль Київської області. Закінчив Немішаєвський коледж зі спеціальності «Ветеринар», та з відзнакою — Національний університет біоресурсів і природокористування України. У вільний час займався велоспортом та брав участь у різних спортивних змаганнях, зокрема — з бігу та плавання. Також брав участь у Революції Гідності і писав патріотичні вірші. Після здобуття вищої освіти Михайло поїхав працювати на ферму в Данію, згодом переїхав до Фінляндії, де продовжував займатись улюбленою справою. Після повномасштабного вторгнення чоловік повернувся до України. Спочатку приєднався до громадської організації «Зоопатруль», яка рятувала тварин із замкнених квартир у Києві, а потім записався до територіальної оборони. За кілька місяців був у складі 242-го окремого батальйону територіальної оборони 241-ї окремої бригади територіальної оборони. | 7 липня 2022      | Загинув від отриманих осколкових поранень на Харківщині біля села Дементіївка. Його через 2 дні після загибелі відкопали разом з кулеметом, на гашетці якого були заціпенілі руки. Поховали 14.0.2022 на Алеї Слави міста Бориспіль. Нагороджений орденом «За мужність» III ступеня (посмертно). |
| 9  |          | ГРИНЬ Костянтин Анатолійович (Гост)       | Старший лейтенант             | 46 років, народився та проживав у місті Києві. Закінчив Київський державний технічний університет будівництва і архітектури зі спеціальності «Інженер-технолог». Мав різноманітні захоплення, був повний сил та бажань. Любив рибалити та подорожувати. Мав багато друзів і завжди був в центрі уваги. Активно тренувався та займався спортом, готувався взяти участь у змаганнях міжнародного рівня у Федерації Кудо. Його мудрість та сила допомагали зовсім молодим спортсменам, він вчив їх перемагати та боротися до кінця. Активно розглядав різноманітні можливості розвитку власного бізнесу, вивчав мови, намагався вчитися новому — програмуванню та комп'ютерним наукам. З початку повномасштабного російського вторгнення вступив до лав 242-го окремого батальйону територіальної оборони 241-ї окремої бригади територіальної оборони. Виконуючи обов'язки командира роти, ініціативний та відповідальний, розумний і впевнений в собі, рішучий Костянтин завжди дбав про товаришів, ніколи не ховався за чужими спинами, був першим у житті та у бою, ніколи не показував страху. Він був найкращим — справжнім чоловіком, гідним поваги, справжнім командиром. | 8 липня 2022      | Загинув виконуючи бойове завдання під Харковом біля села Демінтіївка. Поховали 20.09.2022 на Міському кладовищі Києва. Нагороджений орденом «За мужність» III ступеня (посмертно). |
| 10 |          | ДРЕЧЕВИЧ Микола Данилович (Дракоша)       | Старший сержант               | 48 років, народився в Львівській області, Драгобицький район, село Старий Кропивник. Микола був уродженцем і мешканцем Львівської області. Закінчив загальноосвітню середню школу № 4 міста Борислав. Згодом закінчив ПТУ. Працював будівельником, мав свою бригаду. У 2015—2016 роках брав участь в АТО у складі батальйону «Донбас». З перших днів повномасштабного вторгнення чоловік захищав місто Ірпінь під Києвом у складі роти охорони Бучанського військкомату. Потім приєднався до 242-го окремого батальйону територіальної оборони столичної 241-ї окремої бригади територіальної оборони. Був командиром відділення снайперів роти вогневої підтримки. Спочатку захищав Київщину, а влітку разом із підрозділом вирушив боронити Харківщину. | 8 липня 2022      | Загинув під час мінометно-артилерійського обстрілу в Харьківській області селі Дементіївка. Поховали 21.09.2022 на Міському кладовищі села Попель Львівської області. Нагороджений орденом «За мужність» III ступеня (посмертно). |
| 11 |          | КОТУЗЯК Федір Степанович (Годой)          | Старший лейтенант             | 42 років, народився у селі Ворвулинці, Тернопільська область. Після школи вирішив стати військовим. Закінчив Одеський інститут сухопутних військ. Служив у в/ч м. Скала-Подільська, потім перевівся у м. Чернівці. Працював дільничим у поліції. У 2008 році потрапив у ДТП при виконанні службових обов‘язків, після чого мав інвалідність. Був активним учасником Революції Гідності. Коли почалося повномасштабне вторгнення, Федір одразу пішов до місцевого військкомату. Однак йому відмовили за станом здоров‘я. Тоді чоловік поїхав до Києва, де вступив до лав 242-го окремого батальйону територіальної оборони 241-ї окремої бригади територіальної оборони. | 8 липня 2022      | Загинув під час мінометно-артилерійського обстрілу біля села Дементіївка на Харківщині від уламків снаряду. Поховали 18.09.2022 на кладовищі міста Заліщики. Нагороджений орденом «За мужність» III ступеня (посмертно). |
| 12 |          | ЛОПУХОВ Олег Валентинович (Талант)        | Молодший сержант              | 37 років, народився в селі Роздольне Херсонської області. Здобув середню освіту. Жив у Києві з родиною. Захоплювався фотографією, малюванням, грою на гітарі та співом. Навчався у Київській школі фотографії. Під час повномасштабного російського вторгнення чоловік став на захист столиці. Приєднався до лав 242-го окремого батальйону територіальної оборони 241-ї окремої бригади територіальної оборони. Разом із побратимами обороняв Київ та область, а потім вирушив на Харківщину. | 9 липня 2022      | Загинув під час висування підрозділу на позиції, потрапивши під мінометний обстріл в районі села Дементіївка Харківської області. Під час висування на позиції підрозділ українських оборонців потрапив під мінометний обстріл російських окупантів. Поховали 14.07.2022 на Байковому кладовищі Києва. Нагороджений медаллю «За військову службу Україні» (посмертно). |
| 13 |          | ГРУБРІН Борис Леонідович (Калмик)         | Солдат                        | 55 років, родом з Києва. Закінчив Київський державний інститут фізичної культури. Разом із дружиною упродовж 11 років мав свій бізнес із надання послуг таксі. Потім займалися страхуванням. Чоловік був регіональним менеджером страхового брокера. У вільний час займався садівництвом, любив рибалити. Був активним учасником Революції Гідності. З початку повномасштабної війни Борис волонтерив — вивозив людей з Бучі, Гостомеля, Ірпеня. А згодом приєднався до столичного 242-го окремого батальйону територіальної оборони 241-ї окремої бригади територіальної оборони. У нього було двоє синів, обидва — інваліди з дитинства. Борис в свої 55 років мав би бути поруч із синами, але поклик серця — захищати свою Батьківщину — виявився сильнішим за сімейні обставини. | 10 липня 2022     | Загинув під час мінометно-артилерійського обстрілу біля села Дементіївка на Харківщині. Через тривалі бої в тому районі Харківщини вивезти тіло Калмика вдалося лише за два місяці — у вересні. Поховали 19.09.2022 на Лісовому цвинтарі у рідному Києві. Нагороджений орденом «За мужність» III ступеня (посмертно). |
| 14 |          | МАКЕЄВ Олександр Сергійович (Конструктор) | Лейтенант                     | 44 роки, народився і жив у Києві. Після школи здобув фах техніка-конструктора у Київському оптико-механічному технікумі. У 2002-му закінчив Київський технологічний інститут легкої промисловості (нині — Київський національний університет технологій та дизайну). Працював інженером-конструктором оптико-волоконних приладів. Цікавився історією. Грав на гітарі та саксофоні. Любив гори. У студентські роки займався історичною реконструкцією. Потім захопився спортом: біг, ультратрейл, триатлон, плавання. З перших днів повномасштабної війни Олександр пішов до військкомату. Через значну кількість охочих його поставили в чергу. Чоловік приєднався до підрозділу ТРО міста Києва в/ч А7373, пізніше перевівся до 242-го окремого батальйону територіальної оборони 241-ї окремої бригади територіальної оборони. Обіймав посаду командира взводу. | 10 липня 2022     | Загинув під час мінометно-артилерійського обстрілу біля села Дементіївка на Харківщині. Поховали 19.09.2022 на Лісовому кладовищі у рідному Києві. Нагороджений орденом «За мужність» III ступеня (посмертно). |
| 15 |          | БІЛОУС Микола Григорович (Старий)         | Солдат                        | 57 років, народився у місті Буринь Сумської області. Закінчив місцеву школу. Довгий час працював у Буринській центральній районній лікарні водієм, а потім механіком. Любив їздити за кермом, був безвідмовним другом. Деякий час заробляв на ремонтах квартир. 24 лютого 2022 року Микола був у Києві, працював на будівництві. А вже за 4 дні чоловік вирішив записатися до територіальної оборони. Сказав дружині: «На війні діти гинуть, я в квартирі не сидітиму». Пізніше обіймав посаду водія 242-го окремого батальйону територіальної оборони 241-ї окремої бригади територіальної оборони. | 12 липня 2022     | Загинув в результаті прямого вогневого контакту під час висування підрозділу на позиції СП в районі Дементіївка Харківської області. Напередодні 57-річний захисник вирушив на завдання, близько 03:00 ночі українські військові потрапили у ворожу засідку. У результаті цього бою не стало Старого. Через постійні ворожі обстріли тіло Миколи змогли забрати лише на 9 день після його загибелі. Поховали його у рідному місті Буринь. Поховали 23.07.2022 на кладовищі міста Буринь. Нагороджений медаллю «За військову службу Україні» (посмертно). |
| 16 |          | ДВОРЯК Іван Юрійович (Швед)               | Солдат                        | 31 рік, народився в м. Світловодськ, Кіровоградської області, проживав у м. Київ. Навчався в загальноосвітній школі № 3, потім на факультеті ветеринарної медицини Київського університету біоресурсів і природокористування. Служив кулеметником 3-го відділення, 3-го взводу 6-ї стрілецької роти 242-го окремого батальйону територіальної оборони 241-ї окремої бригади територіальної оборони. Був сильною та сміливою людиною, яка була вірна присязі та своїй Батьківщині до останнього. За час проходження служби на посаді кулеметника зарекомендував себе з позитивного боку, логічно працював над вдосконаленням та підвищенням свого професійного рівня. Мав високий рівень мотивації до військової служби та користувався авторитетом у своїх сослуживців. | 12 липня 2022     | Загинув під час вогневого зіткнення з супротивником на Харківському напрямку в селі Демінтіївка. 11.01.2023 р. у Світловодському міському Палаці культури відбулося прощання з героєм, поховали на кладовищі міста Світловодськ. Нагороджений орденом «За мужність» III ступеня (посмертно). |
| 17 |          | ЖУЙКОВ Володимир Петрович (Авдот)         | Молодший сержант              | 51 рік, Володимир народився у місті Кролевець Сумської області, навчався у Полтаві. З 18 років служив у В'єтнамі корабельним коком. Після завершення курсів у Києві працював 3D-модельєром в IT-компаніях над створенням культових онлайн-ігор. Обожнював рибалку, неперевершено готував, професійно володів техніками масажу, писав вірші та неймовірно гарно ліпив із пластиліну воєнну техніку. Коли почалася повномасштабна війна, Володимир приєднався до 242-го окремого батальйону територіальної оборони 241-ї окремої бригади територіальної оборони. Був старшим стрільцем. Разом із побратимами вирушив на передову захищати Батьківщину. | 12 липня 2022     | Загинув в результаті прямого вогневого контакту під час висування підрозділу на позиції СП в районісела Дементіївка на Харківщині. Захисник потрапив у засідку ворога та отримав смертельні кульові поранення. Нагороджений медаллю «За військову службу Україні» (посмертно). Поховали військовослужбовця на Берковецькому цвинтарі у м. Києві, 42 ділянка, 1 ряд. |
| 18 |          | ОНІЩЕНКО Валерій Миколайович (Боцман)     | Штаб-сержант                  | 49 років, був киянином, народився і виріс у столиці. Закінчив Національний університет харчових технологій. Працював на комунальному підприємстві «Київтеплоенерго» та всіляко допомагав киянам створюючи комфорт у їх житті. У вільний час чоловік любив рибалити. З початком повномасштабного вторгнення Валерій встав на захист України. Був командиром відділення у 242-му окремому батальйоні територіальної оборони 241-ї окремої бригади територіальної оборони. | 12 липня 2022     | Загинув в районі села Дементіївка на Харківщині. Захисник потрапив у засідку ворога та під час бою отримав смертельні поранення. Поховали захисника на Новосілківському кладовищі у рідному Києві. Нагороджений медаллю «За військову службу Україні» (посмертно). |
| 19 |          | ГАВРИЛЮК Ігор Володимирович (Інгвар)      | Майор                         | 58 років, народився і жив у Києві. Закінчив Національний авіаційний університет. У 1984—1986 роках проходив строкову службу у військах зв'язку. Потім понад 20 років служив у підрозділах радіоконтррозвідки СБУ. Звільнений у відставку у званні майора. Любив читати, особливо книги з історії. Чудово грав у шахи, мав відмінне почуття гумору. Полюбляв радіо- та фотосправу. Своїми руками створював казку у старенькій «хатинці-дачі», де побудував, як він сам казав, «вівтар безумства». У перший день повномасштабної війни, 24 лютого 2022 року, Ігор отримав зброю та чергував на блокпостах на в'їзді в Київ. Згодом став старшим і перевіряв там порядок несення служби підлеглими. Вже під час комплектування 242-го окремого батальйону територіальної оборони 241-ї окремої бригади територіальної оборони Інгвар підбирав людей на командирські посади. Його ж призначили заступником начальника штабу з мобілізаційної роботи. Влітку їх підрозділ направили на оборону Харківської області, де Ігор і прийняв свій останній бій. | 13 липня 2022     | Загинув у бою з окупантами в районі села Дементіївка на Харківщині. Інгвар лежав обличчям вниз з перетягнутою джгутом рукою. Коли за допомогою «кошки» його перевернули, виявилось, що під тілом — граната та особистий пістолет ТТ. Навіть тяжко поранений він був готовий прийняти бій та не збирався здаватися. Нагороджений орденом Богдана Хмельницького III ступеня(посмертно). Поховали офіцера у рідному Києві. |
| 20 |          | МІРОЩЕНКО Максим Миколайович (Макс)       | Солдат                        | 46-річний солдат, народився у м. Чернігів. Закінчив Чернігівський педагогічний університет зі спеціальності «Фізична підготовка». З початку повномасштабного вторгнення вступив до лав тро, далі — 242 окремий батальйон територіальної оборони. Макс мав великий рівень мотивації до військової служби та користувався авторитетом у своїх товаришів. | 13 липня 2022     | Отримав тяжкі поранення під час мінометно-артилерійського обстрілу та наступу ворога у селі Дементіївка на Харківщині. При евакуації разом з групою потрапив у полон, де загинув від втрати крові. |
| 21 |          | СЕРБУК Максим Григорович (Воля)           | Капітан                       | 50 років, народився та проживав у місті Київ. Закінчив Київське вище військово-морське політичне училище. Після чого посвятив своє життя державній безпечності своєї країни, служив в рядах Служби Безпеки України. Останні роки свого життя посвятив бізнесу, любив займатися боксом та велоспортом.свою особистість. На початку вторгнення відправивши свою сім'ю у безпечне місце і пішовши за покликом душі став на захист своєї рідної землі. Служив заступником командира з морально-психологічного забезпечення 242-го окремого батальйону територіальної оборони 241-ї окремої бригади територіальної оборони. Сприяв досягненню високого морального духу особового складу, який спонукав їх до свідомого виконання службово-бойових задач. | 13 липня 2022     | В липні одного дня Максим потрапив під ворожий мінометний обстріл, отримав поранення несумісні із життям в районі села Дементіївка на Харківщині. Поховали на Совському кладовищі міста Києва. Нагороджений орденом «За мужність» III ступеня (посмертно). |
| 22 |          | ЧЕРЕШНЕВИЙ Дмитро Ігорович (Черешня)      | Сержант                       | 51 рік, народився і жив у Києві. Здобув середню технічну освіту за фахом слюсар паливної апаратури. Працював водієм-тілоохоронцем. Коли почалося повномасштабне російське вторгнення, чоловік приєднався до лав 242-го окремого батальйону територіальної оборони 241-ї окремої бригади територіальної оборони. Був водієм. Добрим, позитивним та розважливим. Завжди був за правду та мав багато друзів. Мріяв жити спокійним та щасливим життям, купити великий будинок і жити у великій родині.\| | 13 липня 2022     | Загинув під час мінометного обстрілу на Харківщині. Поховали в Києві на Південному кладовищі. Нагороджений орденом «За мужність» III ступеня (посмертно). |
| 23 |          | ОНИЩЕНКО Андрій Миколайович (Дусік)       | Солдат                        | 43 роки, родом з Києва. Навчався у місцевій школі № 108. Закінчив Школу міліції та працював водієм, любив футбол, знав кожного гравця світу. Вболівав за футбольну команду «Динамо Київ». Дуже любив відпочинок на природі. Під час повномасштабної війни Андрій був командиром відділення у 5-й стрілецькій роті 242-го окремого батальйону територіальної оборони 241-ша окрема бригада територіальної оборони (Україна).Був люблячим батьком і чоловіком, оберігав і піклувався про свою сім'ю. Любив життя, веселий, добрий та розсудливий. До справ завжди підходив з розумом і був професіоналом у своїй справі! | 17 липня 2022     | В районі села Дементіївка на Харківщині Андрій пішов з групою на допомогу до побратимів. Однак вони самі також потрапили під ворожий обстріл. Дусік отримав важке поранення та був евакуйований з поля бою побратимом. З того дня він перебував у комі та до тями так і не прийшов. Поховали на Південному кладовищі в Києві. Нагороджений орденом «За мужність» III ступеня (посмертно). |
| 24 |          | ЛЕВЧЕНКО Валентин Віталійович (Льова)     | Солдат                        | 18 років, Народився в Чернігівській області, селі Козилівка, тут закінчив місцеву школу. У 2021 р. вступив до Національного університету біоресурсів і природокористування ННІ лісового і садово-паркового государства та переїхав до Києва. Мав лідерські задатки. Добрий, проте впертий і запальний. Ще з дитинства його неможливо було до чогось схилити примусом, хіба тільки домовитися й переконати. Займався гирьовим спортом і стрільбою, любив плавати. На останньому курсі взяв академвідпустку до «Перемоги». З початком повномасштабного ворожого вторгнення Росії до української землі парубок добровільно прийшов до місцевого територіального центру комплектування, аби зі зброєю в руках давати гідну відсіч загарбнику. Так він потрапив кулеметником до складу 242-го окремого батальйону територіальної оборони 241-ї окремої бригади територіальної оборони. З часом був направлений в зону ведення активних бойових дій. Валентин був командиром відділення, у підпорядкуванні якого перебувало 13 солдатів. | 19 липня 2022     | Загинув виконуючи бойове завдання на Харковщині в районі с. Дементіїка. Вночі виконували бойове завдання під Дементіївкою, де перед цим рашисти знищили українську розвідгрупу. Поки займали позиції, із власної ініціативи пішов на дорозвідку. Лісосмуга, що була неподалік, виявилася зайнята ворогом. Рашисти засіли там у «кікіморах». Валентин побачив їх, але здійняти автомат не встиг — вони відкрили по ньому перехресний вогонь. Поховали на кладовищі села Козилівка. Нагороджений орденом «За мужність» III ступеня (посмертно). |
| 25 |          | КАЛІХМАН Володимир Якович (Прапор)        | Майстер-сержант               | 56 років, народився у місті Сміла на Черкащині. Закінчив школу № 10, де викладав мистецтво рукопашного бою разом зі своїм другом, а потім і кумом. Гурток «Каскад» був настільки відомим, що в залі всім охочим займатись не вистачало місця. Після школи Володимир вирішив нікуди не вступати, а піти до армії. Після строкової служби закінчив школу прапорщиків та пройшов Афганістан. У 2014-му, після Майдану, Володимир поїхав воювати в АТО, після демобілізації почав їздити за кордон на заробітки. У 2021 році переїхав до доньки в Київ. 23 лютого 2022 року Володимир почав збирати речі, з якими він був в АТО, зі словами «про всяк випадок». Наступного дня у родині чоловіка не було паніки. О 7-й ранку він сказав: «Давайте поснідаємо і тоді я поїду по своїм справам». Вдруге такий сумісний сніданок у родини був через 113 днів війни. О 9-й годині Володимир вже був у складі 242-го окремого батальйону територіальної оборони 241-ї окремої бригади територіальної оборони. Був на Донеччині, потім поїхав до Харкова. | 4 жовтня 2022     | Загинув під час артилерійського обстрілу КСП роти в районі села Уди Харківської області. Володимира Каліхмана поховали на Алеї пам'яті у рідному місті. Поховали на кладовищі міста Сміла. Нагороджений медаллю «За військову службу Україні» (посмертно). |
| 26 |          | ДЕМЧЕНКО Володимир Володимирович (Демон)  | Старший лейтенант (посмертно) | 24 роки, народився та проживав у місті Київ. Навчався в Технічному ліцеї, був завжди чемним, старанним, та справедливим. Вирішив поступати в НТУУ «КПІ ім. І. Сікорського», в грудні 2021 року закінчив університет і отримав диплом з відзнакою по спеціальності «Теплоенергетика. Енергетичний менеджмент та інжиніринг теплоенергетичних систем». 11 лютого 2022 року, коли в повітрі вже пахло війною, підписав контракт з теробороною і почав тренуватись. 24 лютого хотів бігти в військкомат, але захворів і зміг приступити до служби тільки 1 березня. Батькам сказав, що зараз немає іншої роботи, ніж захищати Батьківщину і він не хоче сидіти вдома, коли інші ідуть на фронт. Так і потрапив до 242-го окремого батальйону територіальної оборони 241-ї окремої бригади територіальної оборони. Безпосередньо займався плануванням оборонної операції, допомагав батальйону з організацією оборони та підготовкою відповідних документів. | 10 червня 2023    | В липні батальйон відправили в зону бойових дій в Харківську область, де їх обстріляли іскандерами. Володю засипало уламками, він отримав тяжку черепно-мозкову травму, забої, переломи. Довго лежав в реанімації, переніс декілька операцій на головному мозку. Але 23 травня зробили операцію по закриттю дефекту і поставили пластину. Після цієї нескладної операції, Володі стало гірше, він впав у кому і помер в реанімації. Поховали в Києві на Лук'янівському військовому кладовищі. Нагороджений медалями «За оборону міста-героя Харків», «За вірну службу» ІІІ ступеня, відзнакою «За відвагу». |
| 27 |          | ЖИГАЙЛО Євген Олександрович (Жога)        | Солдат                        | 44 роки, народився та проживав у м. Київ. Після закінчення школи вступив до Київського електротехнічного технікуму, але задля підтримки своєї родини в складні часи мусив покинути навчання та піти працювати. Упродовж 10 років Євген професійно займався рукопашним боєм, мав навички володіння зброєю. Євген завжди був борцем за справедливість, тому ніколи не стояв осторонь. У період Революції Гідності відстоював інтереси громадян на Майдані Незалежності. З початку повномасштабного вторгнення вступив до лав територіальної оборони, а далі вже до 242-го окремого батальйону територіальної оборони 241-ї окремої бригади територіальної оборони. Женя мав за мету стати бойовим медиком задля порятунку побратимів на полі бою. У цей важкий період він знайшов ще одну, велику та дружню родину — своїх побратимів, «Бойових бобрів». Хлопці завжди були поруч, та бились пліч-о-пліч заради вільної країни. У пам'яті він назавжди залишиться справжнім козаком з палаючим серцем і люттю до ворога. | 14 листопада 2023 | Загинув під час виконання бойового завдання в н.п. Іванівське Бахмутського району Донецької області, потрапивши під ворожий мінометний вогонь. Поховали на кладовищі села Гатне Фастівського району Київської області. |
| 28 |          | ФОМІНИХ Анатолій Юрійович (Фома)          | Солдат                        | 51 рік, проживав в місті Київ. У ньому текли дві крові — гаряча грузинська й завзята українська, козацька. У 4 роки переїхав з родиною до України. Спочатку — до Конотопа на Сумщині, за два роки — до селища Калита Київської області, де провів дитинство. Перебуваючи в темному замкненому приміщенні, неочікувано й несподівано пережив містичний досвід Божої присутності й відтоді жив як відданий послідовник Христа. Перечитав Біблію від сторінки до сторінки, уривками цитував Святе Письмо, а під час бойових завдань часто слухав Слово Боже в аудіоформаті. Героїчно захищав Україну ще з 2014 року, служивши капеланом. Багатодітній тато, який завжди з любов'ю розповідав про своїх дітей, показував фото і завжди з гордістю мовив, що має найкращу дружину. Він був світлою людиною, з вірою в серці, любов'ю до людей та всього живого. З початку повномасштабного вторгнення вступив до лав територіальної оборони, а далі вже до 242-го окремого батальйону територіальної оборони 241-ї окремої бригади територіальної оборони. Мав право відмовитися, маючи багатодітну сім'ю, проте пішов до ЗСУ добровольцем. Він не уявляв комфортного життя в той час, як молоді українські хлопці жертвували своїм життям заради інших. Серед військовослужбовців підрозділу користувався авторитетом та повагою. Не раз ризикував життям під час виконання бойових завдань. Усі сподівалися на його повернення живим і здоровим. | 27 листопада 2023 | Під час виконання бойового завдання у н.п. Іванівське Бахмутського району Донецької області, при ворожому штурмі позиції «Сірко» отримав поранення несумісні з життям. Поховали на кладовищі села Лісовичі Вишгородського району Київської області |
| 29 |          | ЗАХАРЧЕНКО Євген Олександрович (Мультик)  | Солдат                        | Народився та проживав в селі Мархалівка Київської області. Закінчив Вище професійне училище деревообробки за спеціальністю «Столяр верстатник деревообробних верстатів». З перших днів вторгнення пішов добровольцем, далі — 242 батальйон територіальної оборони та гарячі точки фронту.. Євген був дисциплінованим та грамотним військовослужбовцем, шанував честь та гідність товаришів по службі, серед побратимів користувався авторитетом та повагою. Після виходу з бойових позицій Євгену вручили вже 8-му медаль, на що він промовив: «Я б усі нагороди віддав, аби повернути товаришів з полону» | 24 січня 2024     | Повернувшись з останнього виїзду, готувався до відпустки, але страшенний путь автодороги Яготин-Сотниківка зруйнував усі плани бійця, в тому числі й на майбутнє.. Не впоравшись з керуванням, здійснив виїзд за межі проїжджої частини з подальшим зіткненням із нерухомою перешкодою у вигляді дерева та перекиданням транспортного засобу. Поховали на кладовищі села Мархалівка Фастівського району Київської області |
| 30 |          | ЗАГРЕБЕЛЬНИЙ Олексій Петрович (Загреб)    | Молодший сержант              | Народився Олексій в місті Прип'ять Київської області. Після вибуху на ЧАЕС під час евакуації переїхав з батьками в Київ, де й проживав весь час. Захоплювався спортом, займався футболом, а потім регбі. Отримав освіту за спеціальністю автослюсар, але ж по душі була кар'єра приватного підприємця, чим і займався свої останні довоєнні роки. В перший день війни Олексій вивіз сім'ю в більш безпечне місце, а сам повернувся до Києва. Не міг стояти осторонь, взяв до рук зброю і без вагань пішов захищати Україну. Відважний боєць, який з початку російського повномасштабного вторгнення брав участь в обороні Києва та області, далі — Харківське та Донецьке направлення. Нещодавно повернувся з н. п. Кліщіївка Донецької області. Завжди відповідальний до своїх посадових обов'язків та готовий до вдосконалення знань. | 17 лютого 2024    | Мав би ще жити та обороняти свою країну заради майбутнього своїх синів, але те страшенне зіткнення неподалік села Черняхівка Київської області з попутним автомобілем трагічно обірвало його життя… Поховали захисника на Південному кладовищі с. Віта Поштова Київської області. |
| 31 |          | ЛИТВИН Олексій Вікторович (Рибак)         | Солдат                        | | 26 серпня 2024    | Поховали захисника на кладовищі с. Клавдієво-Тарасівське Київської області. |
| 32 |          | РОЗМАЇТИЙ Леонід Анатолійович (Оболонь)   | Молодший лейтенант            | 38 років, Леонід народився та проживав в місті Києві. Здобув дві вищі освіти. Грав на фортепіано. Займався підприємництвом, тривалий час працював у приватному секторі. Очолював громадську приймальню та був помічником депутата Київської міської ради. Працював на посаді заступника директора Державного підприємства «Центральна учбово-тренувальна база по ковзанярському спорту «Льодовий стадіон». В перший день повномасштабного вторгнення без вагань став на захист України, вступивши до лав територіальної оборони міста Києва. Продовжив службу в 242-му окремого батальйоні територіальної оборони 241-ї окремої бригади територіальної оборони. Обіймав посаду командира взводу. У війську пліч-о-пліч зі своїми побратимами, «Бойовими бобрами», мужньо захищав Україну на різних гарячих напрямках, зокрема брав участь в обороні Києва та Київської області, у військових операціях на Харківщині й Донеччині. В жовтні 2024 року пройшов навчання у Військовій академії і виконав програму курсу підвищення кваліфікації та отримав офіцерське звання молодшого лейтенанта. Завжди веселий, усміхнений, оптимістичний, неймовірно добрий, чесний, справедливий, вірний своїм принципам і незламний у своїх переконаннях, з дивовижним почуттям гумору, широкою душею, розумний, приємний у спілкуванні, шляхетний, турботливий, і не лише до людей, а й до тварин. Без зупину випромінював світло, тепло і любов тим, хто його оточував. Завжди готовий прийти на допомогу й підтримати своїх близьких, побратимів, друзів. За ці якості, лідерство, сумлінність, надійність, відважність і нещадність до окупантів мав серед побратимів авторитет і велику повагу. Був душею взводу, потім роти і батальйону. Про таких як Леонід кажуть «Людина з великої літери». | 30 грудня 2024    | 28 грудня 2024 року група у складі чотирьох військовослужбовців під командуванням Леоніда при заході на позицію неподалік села Времівка Волноваського району Донецької області потрапила під щільний обстріл РСЗВ, внаслідок якого троє побратимів отримали тяжкі поранення. Леонід затягнув їх в укриття, надав першу допомогу й тим самим врятував їм життя. Як справжній офіцер і мужній воїн після успішної евакуації поранених захисників прийняв рішення залишитися один на позиції, налагодив взаємодію із суміжними підрозділами і майже три доби обороняв її, даючи нещадну відсіч ворогу й постійно інформуючи про ситуацію на відповідному відтинку. 30 січня 2024 року близько 18.00 внаслідок декількох скидів був тяжко поранений. Одночасно на дистанційно встановленій ворогом міні підірвався автомобіль, що повинен був його забрати, проте не доїхав до місця евакуації. Отримавши поранення Леонід не лише надав собі першу допомогу, а й по рації надавав пораненому водію автівки кваліфіковані поради щодо зупинки кровотечі. Після евакуації з поля бою в стабілізаційному пункті лікарі боролись за життя захисника, проте врятувати його не вдалося і о 22.15 серце героя зупинилось. Поховали в Києві на Лісовому цвинтарі. |
| 33 |          | МАЙОРОВ Євген Віталійович (Майор)         | Солдат                        | Євген народився і прожив все своє життя, 39 років, у Києві. Закінчив школу з поглибленим вивченням англійської та французької мов. Мав хист до вивчення іноземних мов. Багато разів був у Франції, у Французькому культурному центрі в м. Київ брав участь у театральних виставах французькою мовою. Був дуже творчою людиною: надзвичайно багато читав та малював, енциклопедичні знання Євгена дивували багатьох його друзів. Навчався у Київському інституті культури за фахом дизайнер, але головним захопленням була кулінарія і Євген працював кухарем у кафе та ресторанах Києва. | 9 січня 2025      | З початком повномасштабної російської агресії намагався вступити до лав ЗСУ, але за станом здоров'я Євгену відмовили. А у 2024 році він добровольцем став на захист своєї країни, чим дуже пишався талановитий син Євгена, який тепер залишився без батька. Поховали захисника на колумбарії №14 в м. Київ області. |

## Вшанування
У 2020 році було встановлено День територіальної оборони України, який відзначається щороку в першу неділю жовтня.
Указ Президента України № 417/2020 Про День територіальної оборони України